# 雷皮施河
47°24′58″N 8°24′18″E / 47.41618°N 8.40502°E

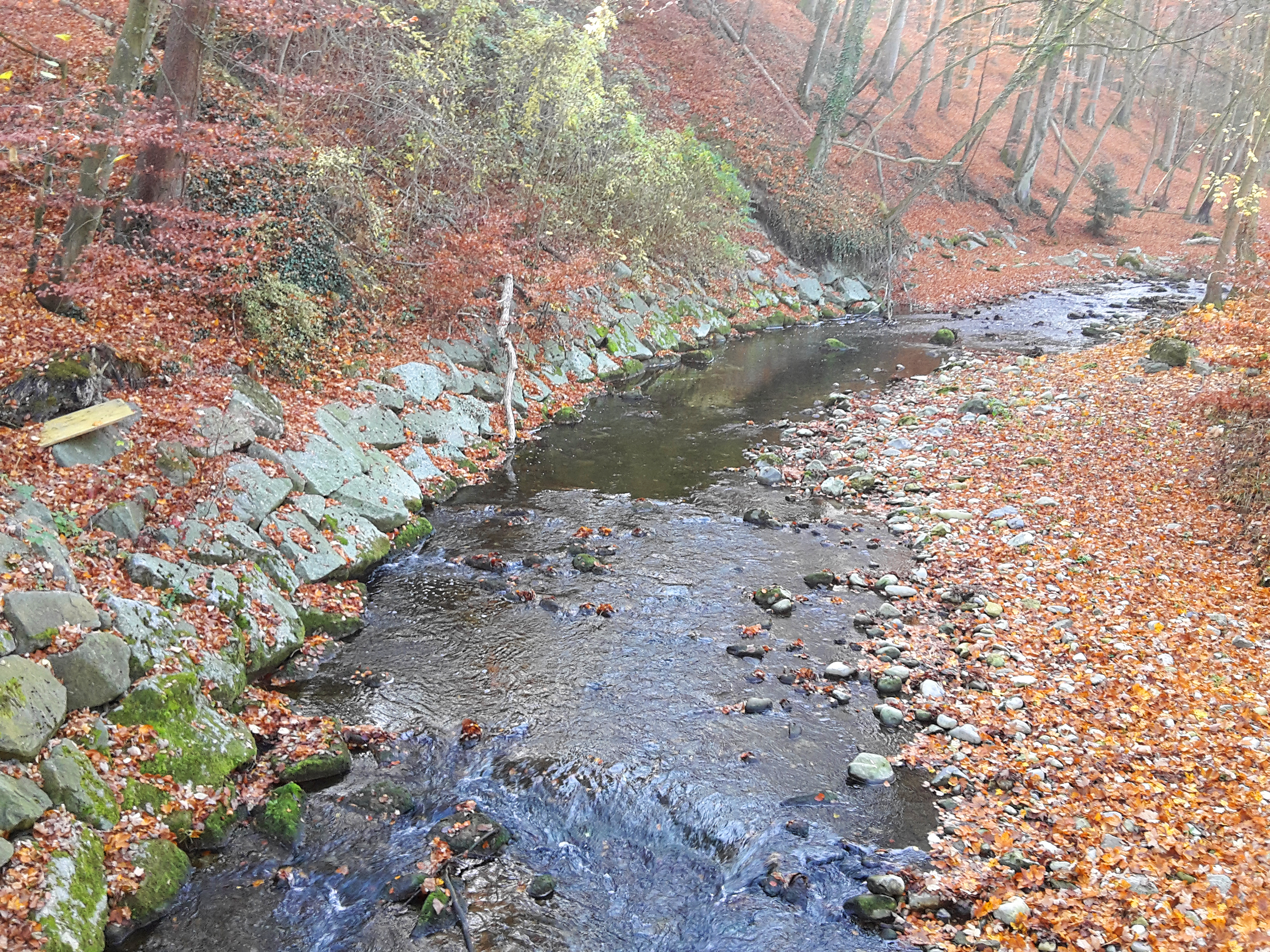

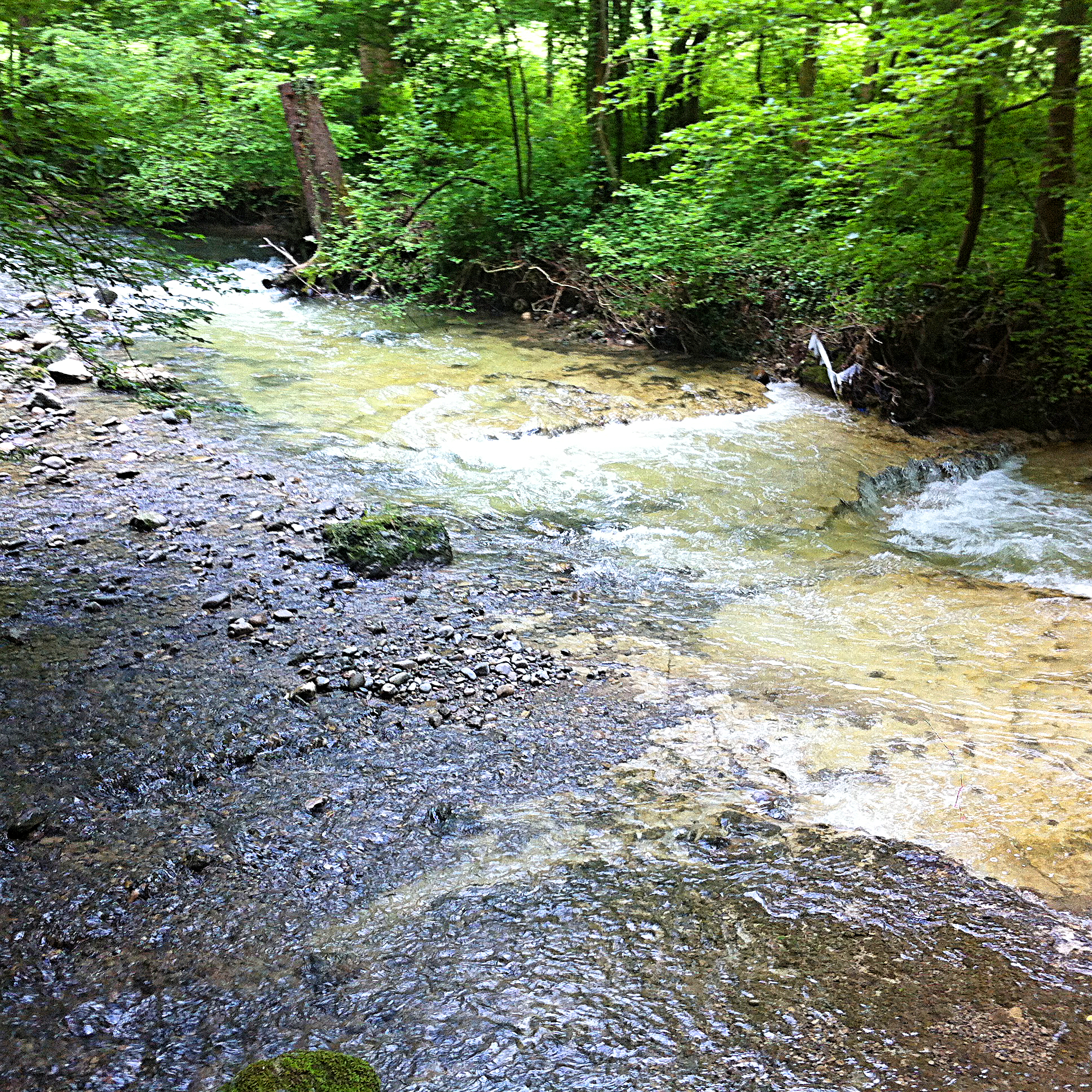

雷皮施河（德語：Reppisch，瑞士標準德語發音：[ˈrɛpɪʃ]）是瑞士的河流，位於該國北部，流經阿爾高州和蘇黎世州，屬於利馬特河的左支流，河道全長27公里，流域面積69.1平方公里，河口處在迪蒂孔附近。